# Oliver Stone

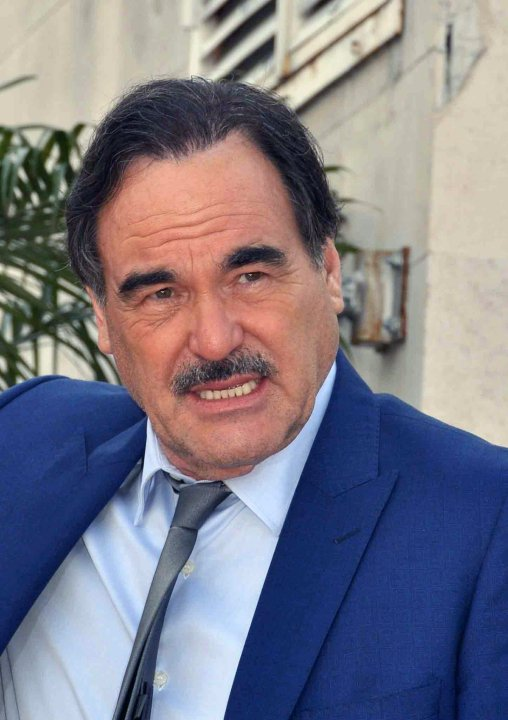
Oliver Stone em 2010 no Festival de Cannes.

William Oliver Stone (Nova Iorque, 15 de setembro de 1946) é um cineasta e roteirista americano.

## Carreira
Stone estudou nas universidades de Yale e de Nova Iorque. Ganhou dois Oscar de melhor diretor com os filmes Platoon (serviu na guerra do Vietnã, onde ganhou a "Estrela de Bronze de Honra ao Mérito") e Born on the Fourth of July (Nascido em quatro de julho).
Uma característica dos filmes de Oliver Stone reside no uso de câmaras e formatos de filme diferentes, que podem ir do VHS ao filme de 8mm até 70mm.[carece de fontes?]
Stone escreveu ou participou em todos os filmes que dirigiu, à excepção de U Turn, de 1997. Para além disso ajudou nos argumentos de Midnight Express (O Expresso da Meia Noite), Conan the Barbarian (Conan, o Bárbaro), Scarface, Year of the Dragon, 8 Million Ways to Die e Evita.
Por gostar bastante de fazer filmes que causam alguma polêmica, alguns críticos acusam Stone de ser um teórico da conspiração e que os seus filmes manipulam os espectadores, mas apesar disso muitos consideram também que Stone é um dos melhores realizadores de Hollywood e também o mais controverso. O filme JFK foi incluído em quinto lugar na lista dos 25 filmes mais controversos de todos os tempos, feita pela Entertainment Weekly, em 16 de junho 2006.
Em um dos seus últimos filmes, "Wall Street: Money never sleeps", que volta a ter como ator principal Michael Douglas, é a segunda parte de "Wall Street" que foi exibido no Festival de Cannes. Stone disse em entrevista "que esperava que o sistema financeiro mundial tivesse mudado. Mas que infelizmente as normas de funcionamento de Wall Street continuam as mesmas".
"Acreditei que o sistema seria corrigido com o tempo, mas isso não aconteceu", disse Stone, cujo novo filme destaca o mecanismo de ganância do mundo das altas finanças e que foi rodado durante a eclosão da mais nova crise do capitalismo.
O filme tenta mostrar como funciona o sistema bancário e sugere que a próxima bolha capitalista especulativa pronta para explodir é dos investimentos em torno das energias "limpas".

## Vida pessoal
Esteve preso duas vezes em sua vida: aos 21 anos, por porte de maconha no México, e em 1999, por porte de haxixe.

### Alegação de assédio sexual
Em 2017, Carrie Stevens, ex-modelo da Playboy, alegou que, em 1991, Stone havia "passado por mim e agarrado meus seios enquanto ele saía pela porta da frente de uma festa". A alegação da modelo veio à tona depois que Stone anunciou que não iria mais dirigir a série de televisão Guantanamo, da The Weinstein Company, após as várias denuncias sexuais contra Harvey Weinstein. Stone também atraiu críticas quanto ao seu posicionamento referente ao caso Weinstein em uma entrevista, na qual disse: "Eu acredito que devemos esperar essas coisas passarem por um julgamento antes de comentar qualquer coisa. Não é fácil o que ele está passando. Eu nunca tive negócios com ele. Ouvi histórias horríveis de todo mundo sobre ele, mas vou esperar que isso esteja resolvido para comentar, o que é o certo a fazer".
Posteriormente, as atrizes Patricia Arquette e Melissa Gilbert declararam que Stone também agira de forma inadequada para com elas.

## Filmografia
| Ano  | Título original                                 | Título no Brasil                    | Título em Portugal                |
| ---- | ----------------------------------------------- | ----------------------------------- | --------------------------------- |
| 2019 | revelando a Ucrânia                             |                                     |                                   |
| 2017 | The Putin Interviews                            | Entrevistas com Putin               | -                                 |
| 2016 | Snowden                                         | Snowden: Herói ou Traidor           | Snowden                           |
| 2014 | Mi amigo Hugo                                   | Meu Amigo Hugo                      | Meu Amigo Hugo                    |
| 2012 | The Untold History of the United States (série) | -                                   | -                                 |
| 2012 | Savages                                         | Selvagens                           | -                                 |
| 2010 | Wall Street: Money Never Sleeps                 | Wall Street: O Dinheiro Nunca Dorme | Wall Street: O Dinheiro Não Dorme |
| 2009 | South of the Border                             | Ao Sul da Fronteira                 | -                                 |
| 2008 | W.                                              | W.                                  | W.                                |
| 2006 | World Trade Center                              | As Torres Gêmeas                    | World Trade Center                |
| 2004 | Looking for Fidel                               | Procurando Fidel                    | -                                 |
| 2004 | Alexander                                       | Alexandre                           | Alexandre, o Grande               |
| 1999 | Any Given Sunday                                | Um Domingo Qualquer                 | Um Domingo Qualquer               |
| 1997 | U Turn                                          | Reviravolta                         | Sem Retorno                       |
| 1995 | Nixon                                           | Nixon                               | Nixon                             |
| 1994 | Natural Born Killers                            | Assassinos por Natureza             | Assassinos Natos                  |
| 1993 | Heaven & Earth                                  | Entre o Céu e a Terra               | Entre o Céu e a Terra             |
| 1991 | JFK                                             | JFK - A pergunta que não quer calar | JFK                               |
| 1991 | The Doors                                       | The Doors                           | The Doors – O mito de uma geração |
| 1989 | Born on the Fourth of July                      | Nascido em 4 de Julho               | Nascido a 4 de Julho              |
| 1988 | Talk Radio                                      | Talk Radio                          | -                                 |
| 1987 | Wall Street                                     | Wall Street – Poder e cobiça        | Wall Street                       |
| 1986 | Platoon                                         | Platoon                             | Platoon - Os Bravos do Pelotão    |
| 1986 | Salvador                                        | Salvador - O martírio de um povo    | Salvador                          |
| 1981 | The Hand                                        | A mão                               | -                                 |
| 1979 | Madman of Martinique (curta)                    | -                                   | -                                 |
| 1974 | Seizure                                         | -                                   | -                                 |
| 1971 | Last Year in Vietnam (curta)                    | -                                   | -                                 |

## Livros
- "A História não Contada dos Estados Unidos", em co-autoria com Peter Kuznick, que virou documentário em 10 episódios.[7][8][9]

## Premiações

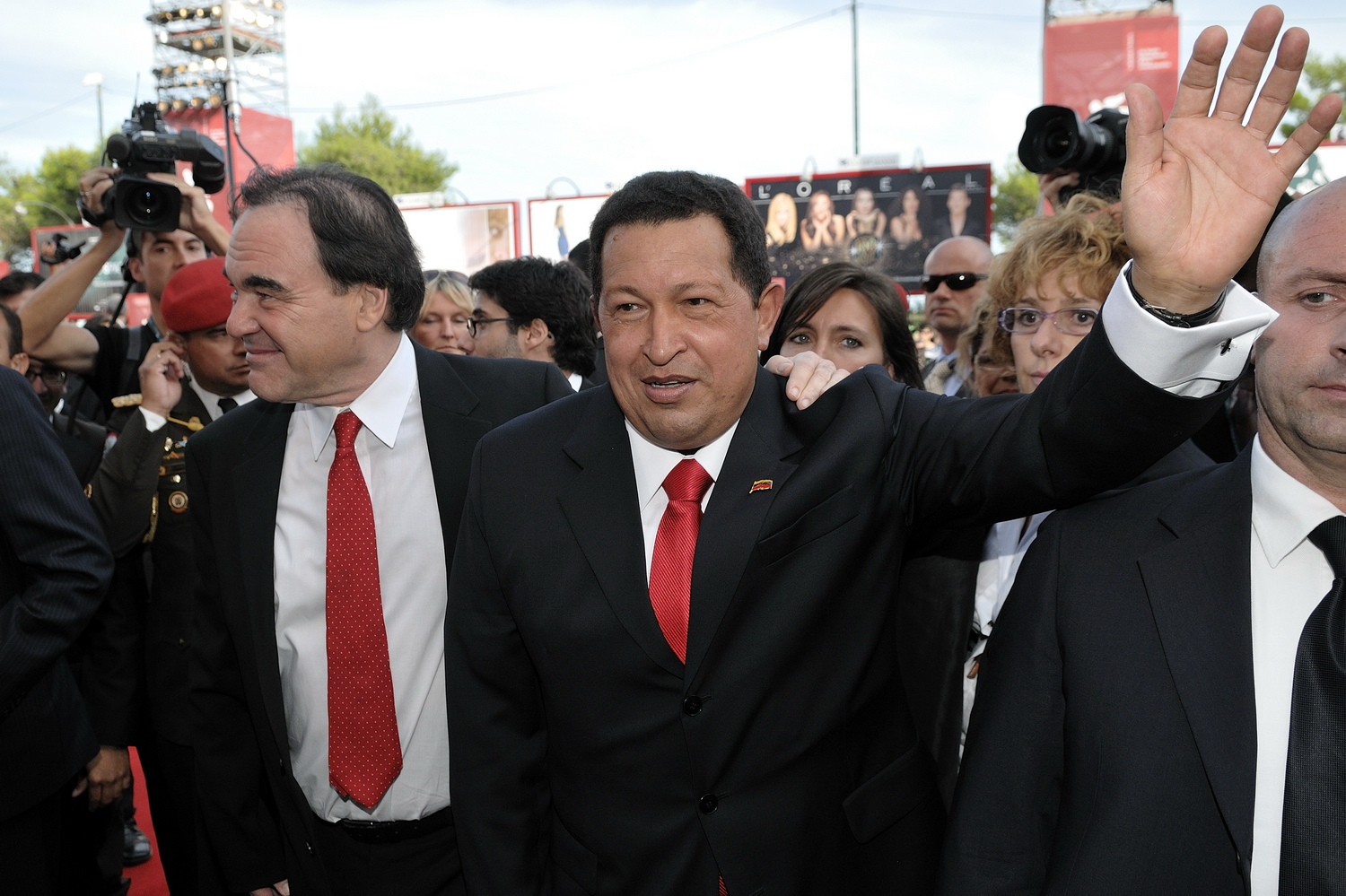
Oliver Stone com Hugo Chavez em 2009.

É um dos seis diretores em vida (junto com Ang Lee, Alfonso Cuarón, Clint Eastwood, Steven Spielberg e Alejandro González Iñárritu) a ter ganho dois Oscares por melhor diretor.
Oscar
- Venceu na categoria de melhor diretor por Platoon (1986) e Nascido em 4 de Julho (1989).
- Venceu na categoria de melhor roteiro adaptado por O Expresso da Meia-Noite (1978).
- Recebeu duas indicações na categoria de melhor direção por Nascido em 4 de Julho (1989) e JFK - A Pergunta que Não Quer Calar (1991).
- Recebeu duas indicações na categoria de melhor filme por Nascido em 4 de Julho (1989) e JFK - A Pergunta que Não Quer Calar (1991).
- Recebeu duas indicações na categoria de melhor roteiro adaptado por Nascido em 4 de Julho (1989) e JFK - A Pergunta que Não Quer Calar (1991).
- Recebeu três indicações na categoria de melhor roteiro original por Nixon (1995), Platoon (1986) e Salvador - O Martírio de um Povo (1986).

Globo de Ouro
- Venceu na categoria de melhor direção por Platoon (1986), Nascido em 4 de Julho (1989) e JFK - A Pergunta que Não Quer Calar (1991).
- Venceu na categoria de melhor roteiro por Nascido em 4 de Julho (1989) e O Expresso da Meia-Noite (1978).
- Recebeu duas indicações na categoria de melhor roteiro - cinema, por Platoon (1986) e JFK - A Pergunta que Não Quer Calar (1991).
- Recebeu uma indicação na categoria de melhor direção por Assassinos por Natureza (1994).

BAFTA
- Venceu em 1988 na categoria de melhor direção por Platoon (1986).
- Recebeu três indicações na categoria de melhor roteiro adaptado, por Evita (1996), Nascido em 4 de Julho (1989) e JFK - A Pergunta que Não Quer Calar (1991).

Festival de Veneza
- Ganhou o Prêmio Especial do Júri em 1994 por Assassinos por Natureza (1994).

Festival de Berlim
- Ganhou o Urso de Prata, por Platoon (1986).
- Ganhou o Urso de Ouro Honorário em 1990 em comemoração aos 40 anos do Festival.

Independent Spirit Award
- Venceu nas categorias de melhor roteiro e melhor direção em 1987, por Platoon (1986).
- Recebeu duas indicações na categoria de melhor direção por Talk Radio (1988) e Salvador - O Martírio de um Povo (1986).
- Recebeu indicação na categoria de melhor roteiro por Salvador - O Martírio de um Povo (1986).
- Recebeu indicação na categoria de melhor filme por Salvador - O Martírio de um Povo (1986).

Framboesa de Ouro
- Recebeu duas indicações na categoria de pior diretor por Reviravolta (1997) e Alexander (2004).
- Recebeu uma indicação na categoria de pior roteiro por O Ano do Dragão (1985).

Festival Internacional de Bruxelas
- Ganhou o prêmio Íris de Cristal.

Festival de Hermosa Beach
- Ganhou na categoria de melhor documentário por The Last Days of Kennedy and King (1998).